# Les Peintures
Les Peintures (wörtlich übersetzt: Die Gemälde) ist eine französische Gemeinde mit 1.633 Einwohnern (Stand: 1. Januar 2022) im Département Gironde in der Region Nouvelle-Aquitaine. Sie gehört zum Arrondissement Libourne und zum Kanton Le Nord-Libournais.

## Geographie
Les Peintures liegt etwa 45 Kilometer nordöstlich von Bordeaux und etwa 18 Kilometer nordöstlich von Libourne am Fluss Dronne, der auch die westliche Gemeindegrenze bildet. Umgeben wird Les Peintures von den Nachbargemeinden Chamadelle im Norden, Les Églisottes-et-Chalaures im Nordosten, Le Fieu im Osten, Coutras im Süden sowie Lagorce im Westen.

## Geschichte
In einer Bulle Papst Alexanders III. von 1171 wird Les Peintures unter der Herrschaft des Abtei Notre-Dame de Guîtres erwähnt.

### Bevölkerungsentwicklung
| Jahr                       | 1962 | 1968 | 1975 | 1982 | 1990 | 1999 | 2006 | 2013 | 2020 |
| Einwohner                  | 1068 | 1038 | 1021 | 1080 | 1118 | 1197 | 1440 | 1562 | 1634 |
| Quellen: Cassini und INSEE |      |      |      |      |      |      |      |      |      |

## Sehenswürdigkeiten

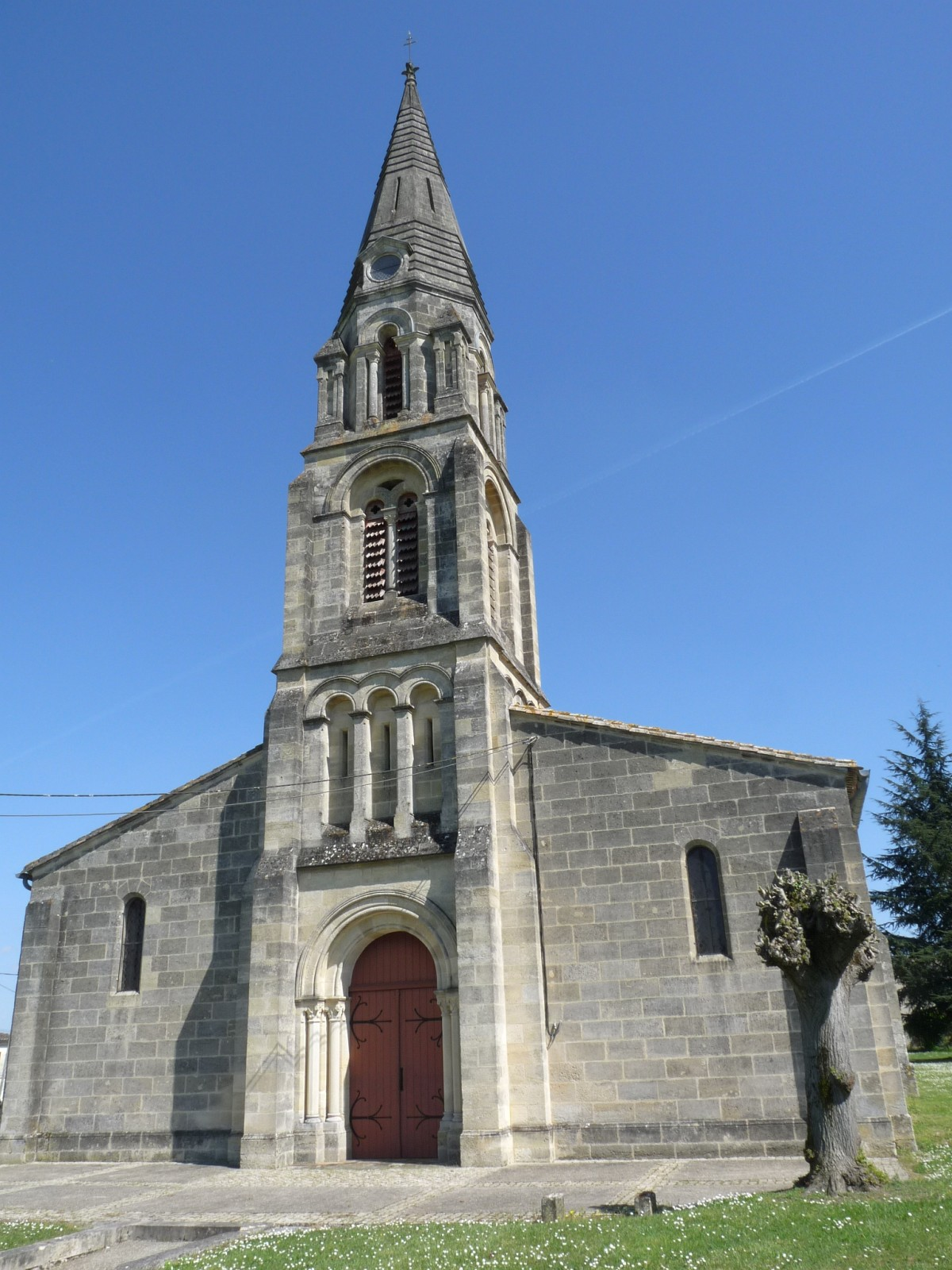
Kirche Saint-Vincent
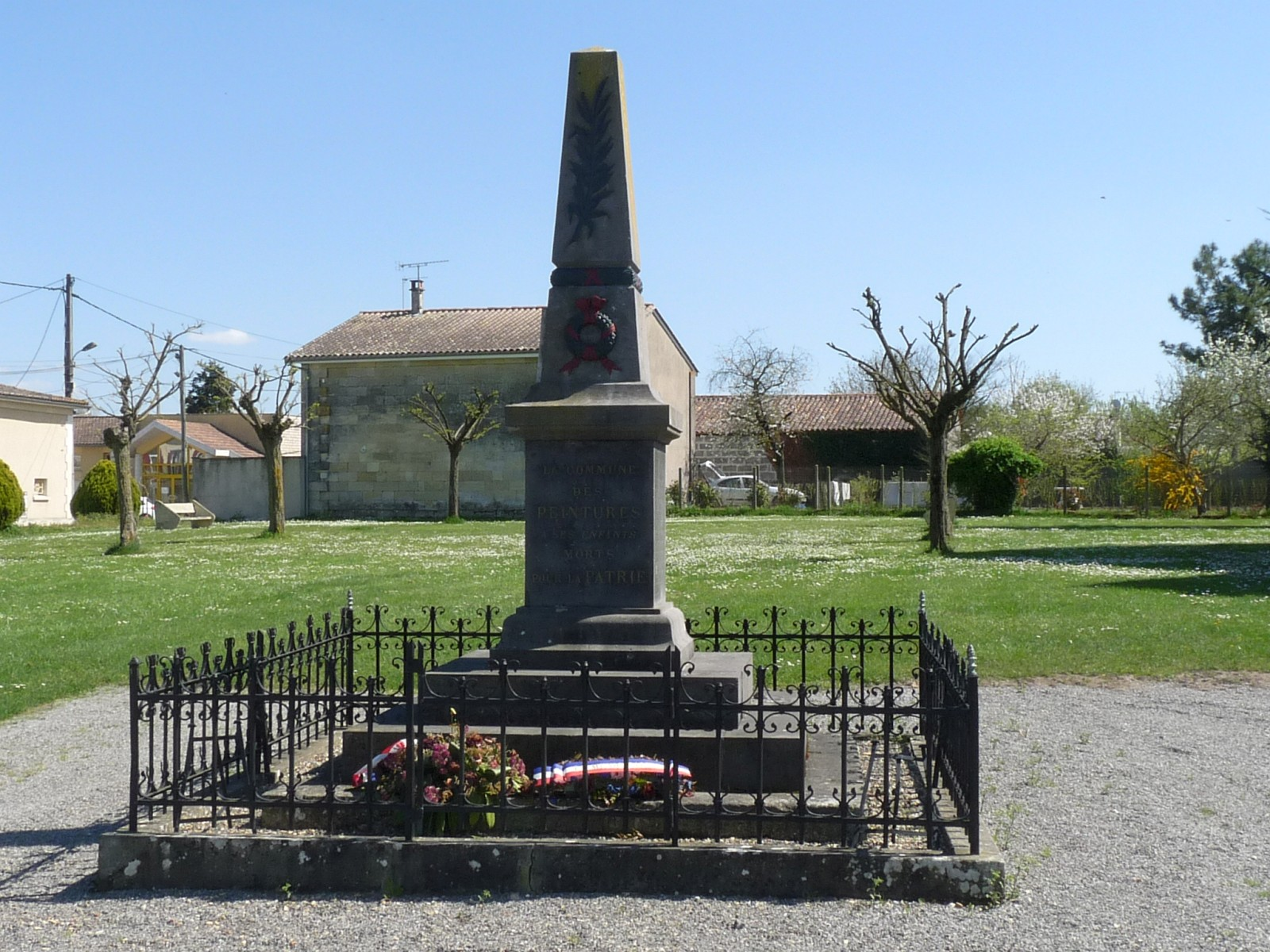
Gefallenendenkmal

- Kirche Saint-Vincent
- Gefallenendenkmal